# 군속도
파동의 군속도(group velocity)는 파동의 변조 또는 포락선으로 알려진 파동 진폭의 전체 포락선 모양이 공간을 통해 전파되는 속도이다.
예를 들어, 매우 고요한 연못 한가운데에 돌을 던지면 중심이 정지된 원형 패턴의 파도가 물에 나타난다. 이는 모세관파라고도 한다. 파동의 확장 고리는 파군 또는 파동 묶음으로, 그 안에서 전체 군보다 빠르게 이동하는 개별 파동을 식별할 수 있다. 개별 파동의 진폭은 군의 뒤쪽 가장자리에서 나올 때 증가하고 군의 앞쪽 가장자리에 접근할 때 감소한다.

## 역사
파동의 위상 속도와 구별되는 군속도에 대한 아이디어는 1839년 윌리엄 로언 해밀턴(W.R. Hamilton)에 의해 처음 제안되었으며, 최초의 완전한 처리는 1877년 제3대 레일리 남작 존 윌리엄 스트럿(Rayleigh)의 "소리 이론"에서 이루어졌다.

## 같이 보기
- 파동
- 분산 (광학)
- 물질파
- 솔리톤